# Nouhuysia novoguineensis
Nouhuysia novoguineensis är en tvåhjärtbladig växtart som först beskrevs av Lilian Suzette Gibbs, och fick sitt nu gällande namn av Van Steenis och Hatusima. Nouhuysia novoguineensis ingår i släktet Nouhuysia och familjen Calophyllaceae. Inga underarter finns listade i Catalogue of Life.